# فرودگاه شهری دکوراه
فرودگاه شهری دکوراه (به انگلیسی: Decorah Municipal Airport) یک فرودگاه همگانی بهره‌برداری هوایی با کد یاتا DEH است که یک باند فرود بتن دارد و طول باند آن ۱۲۲۰ متر است. این فرودگاه در کشور ایالات متحده آمریکا قرار دارد و در ارتفاع ۳۵۳ متری از سطح دریا واقع شده‌است.